# 원훈상
원훈상(元勛常, 일본식 이름: 元村重盛, 1881년 ~ ?)은 일제강점기의 관료이다. 1910년 전의군 군서기가 되었다가 4년 만에 군수로 승진, 이후 경상남도 밀양군, 사천군과 전라남도 영암군, 담양군, 무안군 군수로 차례로 재직했다. 약 21년 동안 군수로 근무했으며, 무안군수를 마지막으로 1935년에 퇴관하였다. 이때 종5위 훈5등에 서위되어 있었다.

## 생애

### 생애 초반
1881년 5월 충청남도 아산군 온양읍에서 선공감감역 원세형의 아들로 태어났다. 조선총독부 중추원 참의를 지낸 조선 경제학계의 선구자 원응상의 동생이다. 어릴 때 한학을 수학하다가 1900년 8월에 경기고등학교의 전신인 한성관립중학교에 입학하면서 신학문을 공부했다. 1904년 7월에 관립 한성중학교 심상과를 졸업하였다.
졸업하자마자 바로 관립중학교 교관으로 임명되어 근무하다가 대한제국 학부에서 선발하는 관비유학생으로 뽑혔다. 모교 교사로 임명되었기 때문에 신분은 대한제국 관리였고, 직급은 판임관 6등이며 9품이었다.

### 유학과 귀국
1904년 9월 관비 유학생으로 일본으로 건너가 1904년 11월 고등학교 과정인 도쿄 부립제일중학교에 편입학하였으나 1905년 12월 퇴학하였다. 1906년 1월 도쿄 사립 세이소쿠 예비학교 고등화학수학과에 입학해 수학하였다. 세이소쿠 예비학교 재학 중 1906년 9월 도쿄제국대학에 응시하여 합격, 도쿄제대를 다녔다.
일본 유학 중이던 1906년 11월 재일 유학생단체인 태극학회의 회원으로 활동하고, 1907년 1월 대한유학생회 평의원, 1908년 4월 대한학회 회원 등으로 활동했으며, 1909년 1월 대한흥학회 교육부 부원으로, 4월에는 대한흥학회 사찰부 부원 등으로 활동했다. 1909년 7월에 도쿄 제국대학 농과대학 농학과를 졸업했다.
1909년 8월 대학 졸업 후 귀국, 바로 농상공부 기수에 임명되었으며, 동 8월 서북학회에서 설립한 농림강습소의 강사로 초빙되고, 중앙학회의 농림강습소의 강사로도 초빙되어 야간에는 농림, 화학, 수리 등을 가르쳤다.

### 관료 활동
귀국 이듬해인 1910년 10월에 한일 병합 조약이 체결되고 조선총독부 체제가 출범하였다. 원훈상은 충청남도 전의군 군서기로 임명되어 총독부 관리가 되었다. 1912년 8월 한국병합기념장을 받았고, 1913년 7월 경상남도 도서기로 임명되었으며, 동년 9월부터는 경상남도 도서기로서 진주공립농업학교 교수를 겸직했다. 1914년 3월에는 주임과 사무관을 거치지 않고 바로 군수로 승진, 경상남도 창녕군 군수로 발탁되었다. 1915년 11월 다이쇼 천황 즉위기념 대례기념장을 받았다. 창녕군수를 지내면서 1915년 7월부터 1917년 7월ㄲㅏ지 경상남도 지방토지조사위원회 임시위원을 겸직하였다.
1918년 9월 경상남도 밀양군 군수로 부임하였다. 밀양군 군수 재직 중이던 1920년 12월 밀양불교회의 창립 발기인으로 참여하였고, 1921년 4월 20일부터 5월 15일까지 각 도의 참여관과 군수들로 구성된 일본 내지시찰단의 일원으로 참여해 나가사키, 가고시마, 오이타, 도쿄 등지의 관공서와 신사를 시찰하였다. 1922년 3월 경상남도 동래군 군수, 1923년 3월 사천군 군수, 1924년 12월 전라남도 영암군 군수 등으로 발령받았다. 영암군 군수로 재직하면서 1925년 8월 훈 6등 서보장을 받았다. 1926년 4월 담양군 군수 등을 역임하였다.
1926년 4월 담양군 농회 회장으로 추대되고, 동년 6월에는 전라남도농회 평의원에 선임되었다. 1928년 11월 쇼와 천황 즉위기념 대례기념장을, 1930년 9월 훈 5등 서보장을 받았다. 1931년 3월 전라남도 무안군수로 부임해 재직하다가 1935년 6월 퇴관하였다. 1932년 10월 세금 납부 유공자로 선정되어 조선쇼와5년 국세조사기념장을 수상했고, 무안군 몽탄어업조합과 해태어업조합 조합장을 지냈다.
군수 퇴임 후 중추원 주임관대우 참의직을 제안받았으나 사양하고, 1937년 5월 충청남도 아산군에서 관선 도협의회 의원에 임명되었다.

### 생애 후반
태평양 전쟁 시기까지 생존해 있었다. 1941년에 조선임전보국단이 창립될 때 충남 지역 발기인으로 참여한 기록이 있다. 이 무렵 원훈상은 충남 지역 유지로 활동하면서 일본 여러 지역의 신사를 순회 참배하는 신궁참배단에 참가하기도 했다.
민족문제연구소가 2008년에 공개한 민족문제연구소의 친일인명사전 수록예정자 명단 중 관료 부문에 포함되었다. 이 명단에는 형 원응상도 함께 들어 있다.

## 가족 관계
- 아버지 : 원세형(元世亨, 1849년 ~ ?)
  - 형 : 원응상(元應常, 1869년 8월 20일 ~ 1958년 8월 20일)
  - 형 : 원은상(元殷常, 1874년 2월 27일 ~ ?)
  - 형 : 원덕상(元悳常, 일본식 이름: 元村肇, 1883년 11월 7일 ~ 1961년 3월 15일)

## 같이 보기
- 원두표
- 원응상

## 참고자료
- 원훈상(元鼎漢) - 국사편찬위원회